# Vojaška strategija
Vojaška strategija je vojaška veda, ki se ukvarja z določitvijo, preučevanjem, rangiranjem vojaških operacij z namenom doseganja različnih političnih in vojaških ciljev. Na začetku je bila vojaška strategija namenjena le načrtovanju vojaških operacij, z razvojem družbe, tehnologije in ideologije pa se je vojaška strategija povezala tudi z ostalimi družbenimi aspekti -  politiko, organizacijo, logistiko, ekonomijo, itd. 
Vojaška taktika je nadaljevanje vojaške strategije in je zato močno odvisna od nje.